# Spaceman (canción de Nick Jonas)
«Spaceman» es una canción del cantante estadounidense Nick Jonas. Fue lanzado como el sencillo principal y la canción principal de su cuarto álbum de estudio el 25 de febrero de 2021. Fue escrito por Jonas, Greg Kurstin y Maureen McDonald.

## Antecedentes
Jonas reveló por primera vez pistas sobre su próximo álbum en sus redes sociales a principios de febrero de 2021. El cantante inició oficialmente la era el 25 de febrero con el lanzamiento del sencillo principal «Spaceman». Se consideró ampliamente que la letra trataba sobre la pandemia de COVID-19. Cuando se le preguntó sobre el título durante una entrevista con Zane Lowe, explicó: "La clave para mí fue tratar de encontrar una manera de darle una personalidad a esta idea, darle un nombre. Entonces, 'Spaceman' vino a mi mente mientras pensaba, '¿Qué es lo único que todos hemos sentido durante este tiempo? Completamente desconectado del mundo".

## Presentaciones en vivo
El 20 de febrero de 2021, se anunció que aparecería en Saturday Night Live el 27 de febrero para presentar su nuevo sencillo. La actuación incluyó el sencillo «Spaceman» y el segundo sencillo del álbum «This Is Heaven».

## Video musical
El video musical fue dirigido por Anthony Mandler y muestra a Jonas vagando por un planeta desolado donde vive en una morada de espejos futuristas. Intenta sin éxito volver a casa con su esposa. La esposa de Jonas, Priyanka Chopra, hace apariciones a través de un holograma y a través de las pantallas que ve. El video se inspiró en los confinamientos por la pandemia de COVID-19.

## Acusación de plagio
El 1 de marzo de 2021, la cantante de pop y R&B franco-argelina Lolo Zouai llamó a Jonas, acusándolo de copiarla y de mostrar similitudes entre la introducción de su canción «Jade» y «Spaceman». También declaró que Jonas la llevó en avión para ayudarla con su canción y luego la engañó, revelando también que su canción «High Highs to Low Lows» trata parcialmente sobre Jonas.

## Posicionamiento en listas
| Listas (2021)                    | Mejor posición |
| -------------------------------- | -------------- |
| Estados Unidos Billboard Hot 100 | 1              |
| 37                               | 37             |
| Guatemala Anglo (Monitor Latino) | 1              |
| Nueva Zelanda Hot Singles (RMNZ) | 1              |
| Países Bajos (Dutch Tip 40)      | 2              |
| Panamá Anglo (Monitor Latino)    | 1              |

## Historial de lanzamientos
| Región | Fecha                 | Formatos                   | Sello discogtáfico | Ref.   |
| ------ | --------------------- | -------------------------- | ------------------ | ------ |
| Varios | 25 de febrero de 2021 | Descarga digital streaming | Island             | [ 14 ] |